# 5 tháng 1
Ngày 5 tháng 1 là ngày thứ 5 trong lịch Gregory. Còn 360 ngày trong năm (361 ngày trong năm nhuận).

## Sự kiện
- 269 – Giáo hoàng Fêlix I tựu nhiệm
- 1757 – Quốc vương Louis XV của Pháp sống sót sau một nỗ lực ám sát của Robert-François Damiens, người này trở thành tội nhân cuối cùng tại Pháp bị hành hình bằng cách phanh thây.
- 1846 – Hạ viện Hoa Kỳ bỏ phiếu chấm dứt việc chia sẻ Lãnh thổ Oregon với Anh Quốc.
- 1875 – Nhà hát Opéra Garnier tại Paris, Pháp chính thức khánh thành bằng một buổi biểu diễn hoành tráng.
- 1895 – Vụ Dreyfus: Sĩ quan quân đội Pháp Alfred Dreyfus bị tước bỏ chức tước và bị kết án tù giam trên đảo Devil ở Nam Mỹ.
- 1896 – Một tờ báo của Áo tường thuật rằng Wilhelm Röntgen khám phá ra một loại bức xạ mà về sau được gọi là Tia X.
- 1909 – Colombia công nhận Panama độc lập.
- 1919 – Đảng Công nhân Đức được thành lập, đây là tiền thân của Đảng Công nhân Đức Quốc gia Xã hội chủ nghĩa.
- 1933 – Bắt đầu xây dựng Cầu Cổng Vàng qua vịnh San Francisco ở Bắc California, Hoa Kỳ.
- 1945 – Liên Xô công nhận chính phủ mới thân Xô tại Ba Lan.
- 1953 – Vở kịch Waiting for Godot của nhà biên kịch người Ireland Samuel Beckett được công diễn tại Sân khấu Babylone, Paris.
- 1968 – Alexander Dubček nhậm chức Bí thư thứ nhất của Đảng Cộng sản Tiệp Khắc, khởi đầu "Mùa xuân Praha".
- 1970 – Một trận động đất có chấn tâm tại Thông Hải, Vân Nam, Trung Quốc khiến cho hơn 15.000 người thiệt mạng.
- 1972 – Tổng thống Hoa Kỳ Richard Nixon ra lệnh phát triển một chương trình tàu con thoi.
- 1976 – Khmer Đỏ tuyên bố Hiến pháp Campuchia Dân chủ.
- 2005 – Từ bức ảnh chụp ngày 21 tháng 10 năm 2003, tại đài thiên văn Palomar, một nhóm nhà khoa học người Mỹ phát hiện ra Eris, Hành tinh lùn lớn nhất được biết đến trong Hệ Mặt Trời.
- 2025 - đội tuyển Việt Nam giành chiến thắng 5 - 3 tại Chung kết Giải vô địch bóng đá ASEAN 2024 trước đội tuyển Thái Lan

## Sinh
- 1592 – Shah Jahan, hoàng đế của Đế quốc Mogul (m. 1666)
- 1779 – Zebulon Pike, tướng lĩnh và nhà thám hiểm người Mỹ (m. 1813)
- 1782 – Robert Morrison, nhà truyền giáo người Anh Quốc tại Trung Quốc (m. 1834)
- 1797 – Eduard Vogel von Falckenstein, tướng lĩnh người Đức (m. 1885)
- 1829 – Nguyễn Phúc Miên Thể, tước phong Tây Ninh Quận công, hoàng tử con vua Minh Mạng (m. 1864)
- 1846 – Rudolf Christoph Eucken, triết gia và tác gia người Đức, đoạt giải Nobel (m. 1926)
- 1874 – Joseph Erlanger, nhà vật lý học người Mỹ, đoạt giải Nobel (m. 1965)
- 1876 – Konrad Adenauer, chính trị gia người Đức, thủ tướng của Đức (m. 1967)
- 1888 – Bùi Kỷ, nhà giáo, nhà nghiên cứu văn hóa người Việt Nam (m. 1960)
- 1893 – Paramahansa Yogananda, thượng sư người Ấn Độ (m. 1952)
- 1902 – Hubert Beuve-Méry, nhà báo người Pháp (m. 1989)
- 1920 – Arturo Benedetti Michelangeli, nghệ sĩ dương cầm Ý (m. 1995)
- 1928 – Zulfikar Ali Bhutto, chính trị gia người Pakistan, tổng thống của Pakistan (m. 1979)
- 1931 – Chu Minh, nhạc sĩ người Việt Nam
- 1932 – Umberto Eco, triết gia và tác gia người Ý
- 1938 – Juan Carlos I, quốc vương của Tây Ban Nha
- 1941 – Miyazaki Hayao, đạo diễn phim hoạt hình và là người đồng sáng lập hãng phim hoạt hình Ghibli
- 1944 – Ed Rendell, chính trị gia người Mỹ
- 1946 – Diane Keaton, diễn viên, đạo diễn, nhà viết kịch bản, nhà sản xuất người Mỹ
- 1952 – Uli Hoeneß, cầu thủ và huấn luyện viên bóng đá người Đức
- 1962 – Thích Mỹ Trân, diễn viên người Hồng Kông
- 1963 – Khương Văn, diễn viên, người viết kịch bản, đạo diễn người Trung Quốc
- 1966 – Deborah Carthy-Deu, ca sĩ, người dẫn chương trình người Puerto Rico, Hoa hậu Hoàn vũ 1985
- 1968 – DJ Bobo, ca sĩ-người viết ca khúc, nhà sản xuất âm nhạc người Thụy Sĩ
- 1969 – Marilyn Manson, ca sĩ-người viết ca khúc, diễn viên và đạo diễn người Mỹ
- 1979 – Nakamura Asumiko, họa sĩ truyện tranh người Nhật Bản
- 1984 – Nagasawa Nao, diễn viên, ca sĩ và người mẫu người Nhật Bản
- 1986 – Deepika Padukone, người mẫu và diễn viên người Đan Mạch-Ấn Độ
- 1989 - Oanh Kiều, nữ diễn viên người Việt Nam
- 1990 – Yang Yo-seob, ca sĩ và vũ công người Hàn Quốc (BEAST)
- 1991 – Daniel Pacheco, cầu thủ bóng đá người Tây Ban Nha
- 1995 – 
  - Xuân Mai, ca sĩ người Việt Nam
  - Ployshompoo Supasap, nghệ danh Jan hoặc Janhae, ca sĩ, diễn viên người thái, thành viên nhóm nhạc Sizzy

## Mất
- 1588 – Thích Kế Quang, tướng lĩnh triều Minh, tức 8 tháng 12 năm Đinh Hợi (s. 1528)
- 1589 – Catherine de Médicis, vương hậu người Ý-Pháp của Henri II của Pháp (s. 1519)
- 1762 – Elizaveta, nữ hoàng của Đế quốc Nga, tức 25 tháng 12 năm 1761 theo lịch Julius (s. 1709)
- 1858 – Joseph Radetzky von Radetz, tướng lĩnh của Đế quốc Áo (s. 1766)
- 1874 – Rudolf von Krosigk, tướng lĩnh người Đức (s. 1817)
- 1878 – Emil von Schwartzkoppen, tướng lĩnh người Đức (s. 1810)
- 1905 – Hermann von Vietinghoff, tướng lĩnh người Đức (s. 1829)
- 1910 – Léon Walras, nhà kinh tế học người Pháp (s. 1834)
- 1915 – Nagakura Shinpachi, sĩ quan cảnh sát người Nhật Bản (s. 1839)
- 1922 – Ernest Shackleton, nhà thám hiểm người Ireland (s. 1874)
- 1923 – Otto von der Schulenburg, tướng lĩnh Phổ (s. 1834)
- 1933 – Calvin Coolidge, chính trị gia người Mỹ, tổng thống của Hoa Kỳ (s. 1872)
- 1947 – Nagano Osami, tướng lĩnh người Nhật Bản (s. 1880)
- 1970 – Max Born, nhà toán học Đức, đoạt giải Nobel (s. 1882)
- 1976 – Mal Evans, nhà quản lý người Anh (s. 1935)
- 1981 – Harold Clayton Urey, nhà hóa học người Mỹ, đoạt giải Nobel (s. 1893)
- 1987 – Nhật Lai, nhạc sĩ người Việt Nam (s. 1931)
- 1995 – Wadati Kiyoo, nhà địa chấn học người Nhật Bản (s. 1902)
- 1997 – André Franquin, họa sĩ truyện tranh người Bỉ (s. 1924)
- 2002 – Vadim Sergeevich Shefner, nhà thơ, nhà văn người Liên Xô và Nga (s. 1915)
- 2005 – Trần Văn Nhựt, Chuẩn tướng Quân lực Việt Nam Cộng hòa
- 2007 – Andō Momofuku, doanh nhân người Đài Loan-Nhật Bản, sáng lập Nissin Foods (s. 1910)
- 2014 – Eusébio, cầu thủ bóng đá người Bồ Đào Nha (s. 1942)